# Szumawa (makroregion)
Szumawa (cz. Šumavská hornatina, niem. Bayerischer Wald lub Böhmerwald) – makroregion fizycznogeograficzny na terenie Czech, Bawarii i Austrii, stanowiący południową część Krainy Szumawskiej, ciągu pasm górskich i wyżyn ograniczających Masyw Czeski od południowego zachodu.

## Nazewnictwo
Nazewnictwo regionu różni się dość wyraźnie w podejściu czeskim, niemieckim i austriackim. W popularnej w Polsce regionalizacji fizycznogeograficznej Europy J. Kondrackiego Szumawą określa się cały makroregion, natomiast w geografii czeskiej jedynie mezoregion stanowiący jego najwyższą część, zaś makroregion jest określany jako Šumavská hornatina. W Geografii niemieckiej używa się określenia Las Bawarski (niem. Bayerischer Wald), ale wyłącznie w odniesieniu do części bawarskiej i jest to też wariantowy egzonim używany w języku polskim. W Austrii tego makroregionu nie wyróżnia się wcale i stanowi on w tamtejszym ujęciu część tzw. Płyty Granitowo-Gnejsowej (niem. Granit- und Gneisplateau). Wyróżnia się jednak Szumawę właściwą (jako Böhmerwald). Do Szumawy zaliczają się austriackie regiony Mühlviertel w Górnej Austrii i zachodnia część regionu Waldviertel w Dolnej Austrii.

## Geografia
Makroregion Szumawy obejmuje południowo-zachodni skraj Czech, oraz fragment wschodniej Bawarii i północnej Austrii. Jest to długi na 180 km i szeroki na około 90 km pas gór i pogórzy ciągnący się wzdłuż granicy Czech, Bawarii i Austrii, ograniczony od południa i południowego zachodu Dunajem między Ratyzboną, Linz i Krems. Rzeka stanowi w przybliżeniu granicę między Pozaalpejską Europą Środkową i Hercynidami na północy, a Wyżyną Bawarską (niem. Alpenvorland) na południu. Po stronie czeskiej i austriackiej na wschodzie obszar przechodzi płynnie w Wyżynę Czesko-Morawską. Na północy Wyżyna Všerubska (cz. Všerubská vrchovina, niem. Cham-Further Senke) oddziela Szumawę od Lasu Czeskiego, a na zachodzie Szumawa graniczy z Basenem Szwabsko-Frankońskim.
Jest to obszar silnie zalesiony i stosunkowo słabo zaludniony, szczególnie po stronie czeskiej. Największe miasta znajdują się na skraju masywu: Ratyzbona, Linz, Czeskie Budziejowice i Pasawa.
Najwyższym szczytem jest Großer Arber (cz. Velký Javor) osiągający 1456 m n.p.m. położony po bawarskiej stronie gór. Liczne wierzchołki przekraczają 1000 m n.p.m. Masyw stanowi europejski dział wodny między zlewiskiem Morza Czarnego (Dunaj) i Północnego (Łaba za pośrednictwem Wełtawy).

## Regionalizacja
Ze względu na różne podejście geografów czeskich, niemieckich i bawarskich nie ma wykształconej jednolitej regionalizacji fizyczno-geograficznej. Mimo to, we wszystkich trzech krajach wydziela się mezoregion Szumawy właściwej (cz. Šumava), zwanej w Austrii Böhmerwald, a w Bawarii Böhmerwald lub Hinterer Bayerischer Wald.

### Czechy

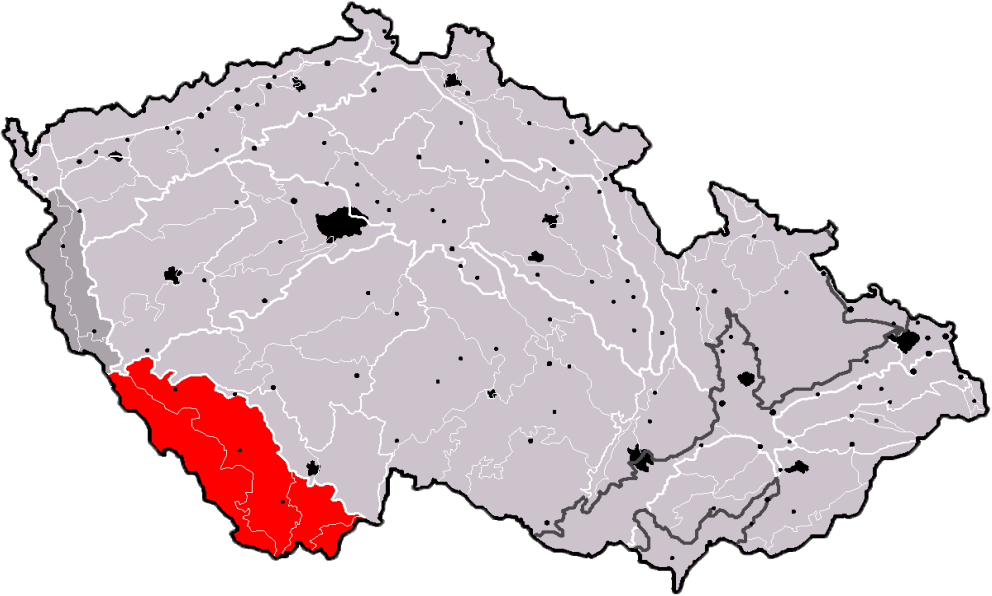
Makroregion Szumawy w granicach Czech

W Republice Czeskiej obszar Szumawy dzieli się na cztery mezoregiony:
- Szumawa właściwa (cz. Šumava), z najwyższym szczytem Plechý (niem. Plöckenstein, 1378,3 m n.p.m.)
- Podgórze Szumawskie (cz. Šumavské podhůří) z najwyższym szczytem Libín (1093 m n.p.m.) ciągnące się równolegle do wschodnich stoków Szumawy właściwej
- Góry Novohradzkie (cz. Novohradské hory, niem. Gratzener Bergland lub Freiwald) na granicy austriacko-czeskiej. Najwyższym szczytem po stronie czeskiej jest Kamenec (1072 m n.p.m.)
- Podgórze Novohradzkie (cz. Novohradské podhůří) znajdujące się na północ i zachód od Gór Novohradzkich, najwyższym wzniesieniem jest Kohout (870 m n.p.m.)

### Niemcy
Po stronie niemieckiej wyróżnia następujące mezoregiony (niem. Naturraum-Einheiten):
- Tylny Las Bawarski (niem. Hinterer Bayerischer Wald), będący niemiecką częścią Szumawy właściwej
- Obniżenie Regen (niem. Regensenke) rozdzielające Szumawę właściwą od Przedniego Lasu Bawarskiego i Pogórza Falkensteinskiego
- Przedni Las Bawarski (niem. Vorderer Bayerischer Wald) – pasmo górskie ciągnące się równolegle do Szumawy i Dunaju o wysokościach dochodzących do 1121 m n.p.m. (Einödriegel). Nazwę tę w potocznej mowie często niepoprawnie rozszerza się na sąsiadujące podgórza.
- Podgórze Falkensteinskie (niem. Falkensteiner Vorwald) jest najbardziej na zachód wysuniętą częścią całego makroregionu. Stanowi kontynuację Przedniego Lasu Bawarskiego osiągając wysokości bezwzględne do 740 m n.p.m. (Büscherl).
- Podgórze Deggendorfskie (niem. Deggendorfer Vorwald lub Lallinger Winkel) jest wąskim pasem wzgórz między Dunajem a Przednim Lasem Bawarskim
- Passauer Abteiland i Las Neuburski – grupowane razem dwa pagórkowate obszary po obu stronach Dunaju w okolicach Pasawy. Passauer Abteiland znaczy dosłownie „Pasawska Kraina Opacka” i jest obniżeniem między Przednim Lasem Bawarskim, Płaskowyżem Wegscheiderskim i Szumawą właściwą. Tu znajdują się dwa ważne miasta w regionie Freyung i Grafenau. Las Neuburski (niem. Neuburger Wald) jest zalesionym pasmem wzgórz na południe od Pasawy. Jego przedłużeniem po stronie austriackiej jest Sauwald.
- Płaskowyż Wegscheiderski (niem. Wegscheider Hochfläche) jest wyniesionym na wysokości 800–950 m n.p.m. obszarem na pograniczu Bawarii. Jego kontynuacją po stronie austriackiej jest Południowe Pogórze Szumawskie.

### Austria
W Austrii makroregion Szumawy nie jest wydzielany. Stanowi on integralną część tzw. Płyty Granitowo-Gnejsowej (niem. Granit- und Gneisplateau), będącej austriackim fragmentem całego Masywu Czeskiego. Na Płytę składają się austriackie regiony Mühlviertel w Górnej Austrii i Waldviertel w Dolnej Austrii. Z nich do Szumawy geografowie czescy i niemieccy zaliczają następujące mezoregiony:

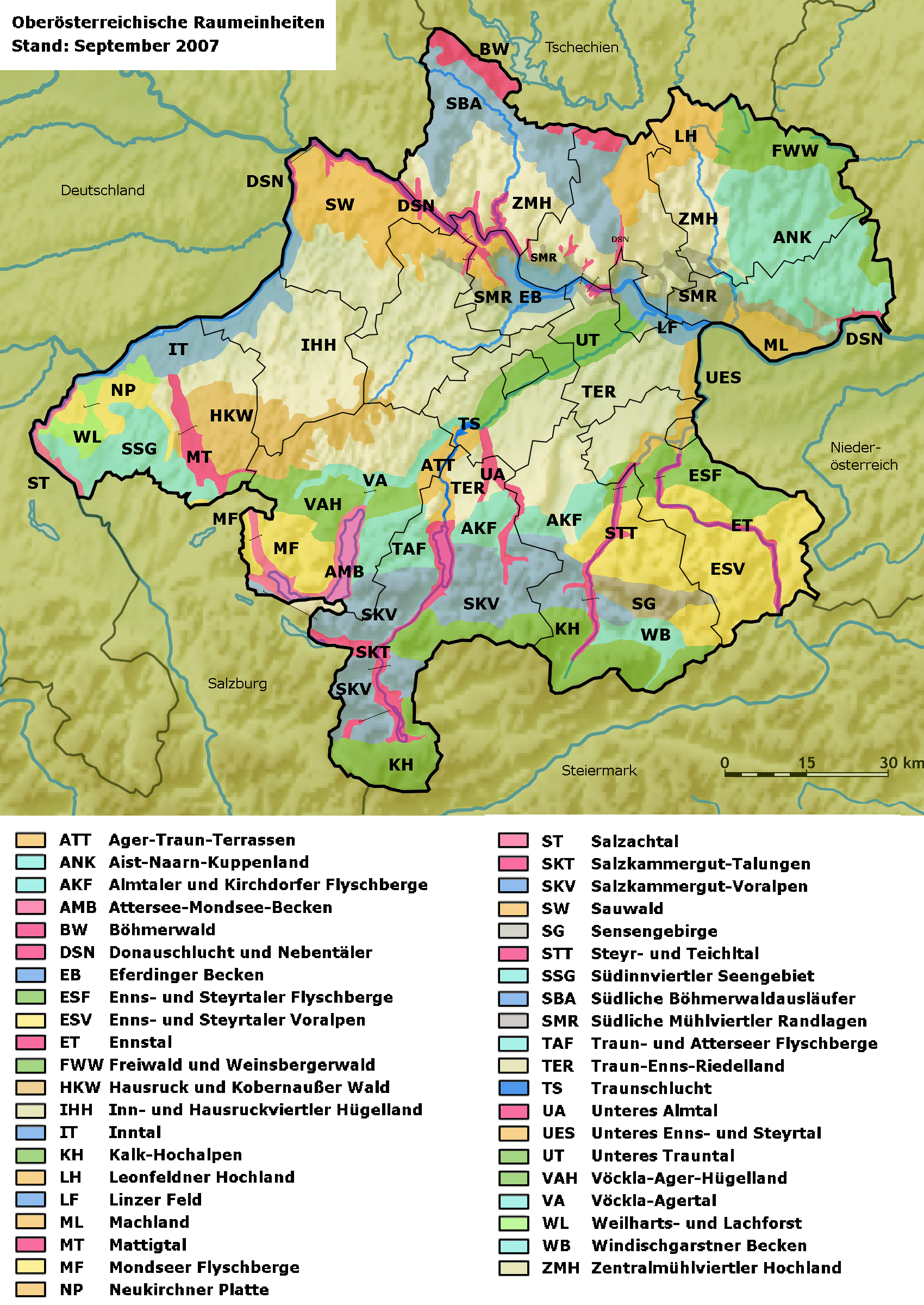
Podział fizycznogeograficzny Górnej Austrii

- Böhmerwald – austriacki fragment Szumawy właściwej. Najwyższym szczytem jest  Plöckenstein (cz. Plechý, 1378,3 m n.p.m.) położony na granicy z Czechami blisko trójstyku państw.
- Południowe Podgórze Szumawskie (niem. Südliche Böhmerwaldausläufer) – obszar gór niskich na południowy wschód od Szumawy właściwej. Jego zachodni skraj znajduje się w Bawarii, gdzie jest określany jako Płaskowyż Wegscheiderski.
- Freiwald i Las Weinsberski (niem. Freiwald und Weinsbergerwald) – kontynuacja Gór Novohradzkich ciągnąca się od granicy z Czechami do przełomowej doliny Dunaju wpisanej na listę światowego dziedzictwa znanej jako Wachau. Najwyższym szczytem jest Viehberg (1112 m n.p.m.) we Freiwaldzie i Weinsberg (1041 m n.p.m.) w Lesie Weinsberskim. Ponadto w tej jednostce wyróżnia się dwa niewielkie pasma Ostrong (Großer Peilstein 1062 m n.p.m.) i Jauerling (960 m n.p.m.) w Dolnej Austrii górujące od zachodu nad doliną Wachau.
- Wyżyna Lorenfelderska (niem. Lorenfelder Hochland) – obniżenie rozdzielające Szumawę właściwą od Freiwaldu. Jej kontynuacją po stronie czeskiej jest Podgórze Novohradzkie
- Wyżyna Środkowego Mühlviertel (niem. Zentralmühlviertel Hochland) jest pagórkowatym obszarem o wysokościach bezwzględnych rzędu 400–600 m n.p.m. rozdzielającym Południowe Podgórze Szumawskie od Przełomu Dunaju
- Przełom Dunaju i przyległe doliny (niem. Donauschlucht und Nebentäler) – głęboka na 200–300 metrów dolina rzeki oddzielająca fragment Masywu Czeskiego położony na południe od Dunaju
- Sauwald – znajdujące się na południe od Dunaju pasmo górskie osiągające 895 m n.p.m. (Haugstein). Po stronie bawarskiej jego kontynuacją jest Las Neuburski.
- Południowe Zbocza Mühlviertel (niem. Südliche Mühlviertel Randlagen) – długi na ponad 80 km pas zboczy ciągnący się wzdłuż Dunaju między Przełomem Dunaju a Wachau.
- Kotlina Eferdingerska (niem. Eferdinger Becken) – nieduża równina wokół miasta Eferding rozdzielająca Masyw Czeski od Podgórzy Alpejsko-Karpackich
- Wyżyna Alst-Naarn (niem. Aist-Naarn Kuppenland) – obszar położony między Freiwaldem i Lasem Weinberskim a Zboczami Mühlviertel osiągający wysokości bezwzględne przekraczające 700 m n.p.m.
- Pole Linckie (niem. Linzer Feld) – równina położona wokół miasta Linz rozdziela Masyw Czeski od Podgórzy Alpejsko-Karpackich